# Мельмот Скиталец
«Ме́льмот Скита́лец» (англ. Melmoth the Wanderer) — самое известное произведение Ч. Р. Метьюрина (1780—1824), английского писателя ирландского происхождения. Характерный образец позднего готического жанра эпохи байронизма. Сам Метьюрин обозначил жанр произведения как небылица: англ. «a tale» указано в подзаголовке на обложке книги. Однако в России, начиная с первого издания (1833 год), этот подзаголовок опускают.
Написанный в конце первой четверти XIX века в Ирландии, этот роман стал популярен далеко за пределами Англии, и долгое время оказывал влияние на литературу многих стран Европы, включая Россию и Францию.
В первом русском издании 1833 года роман был переведён под заглавием "Мельмот Скиталец". Во втором издании, выпущенном в качестве приложения к журналу "Север" № 5-7 1894 года, в предисловии к роману сказано - "...На память об этом переводе, мы оставляем это название, хотя правильнее было бы перевести "Мельмот Странник".  Об этом упомянул академик М. П. Алексеев при подготовке издания романа в серии "Литературные памятники" 1976 года, тем самым подтвердив правильность перевода «Мельмот Скиталец», так как именно этот вариант утвердился в русском языке, в том числе, в качестве крылатого выражения.

## Посвящение

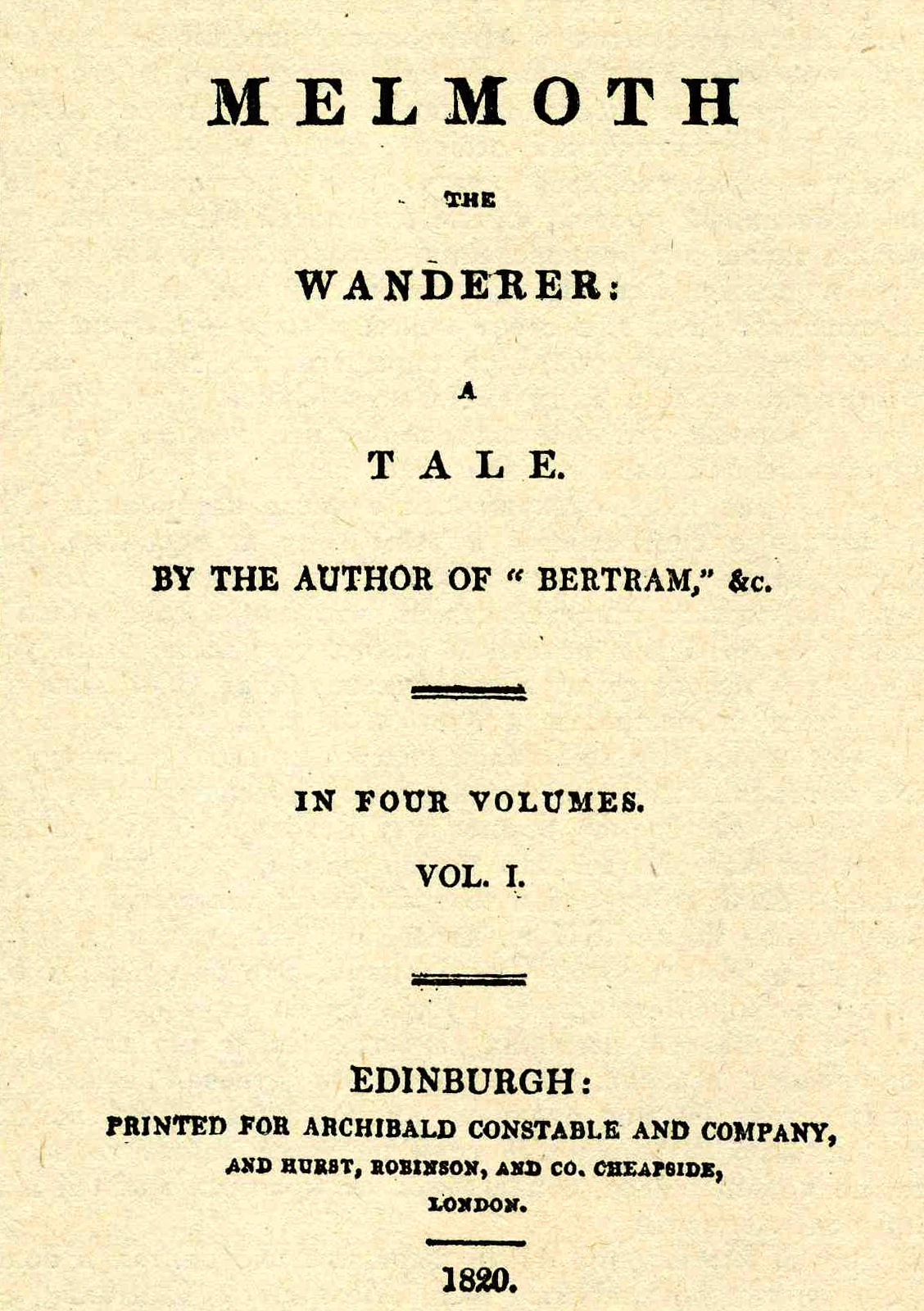
Обложка английского издания 1820 года.

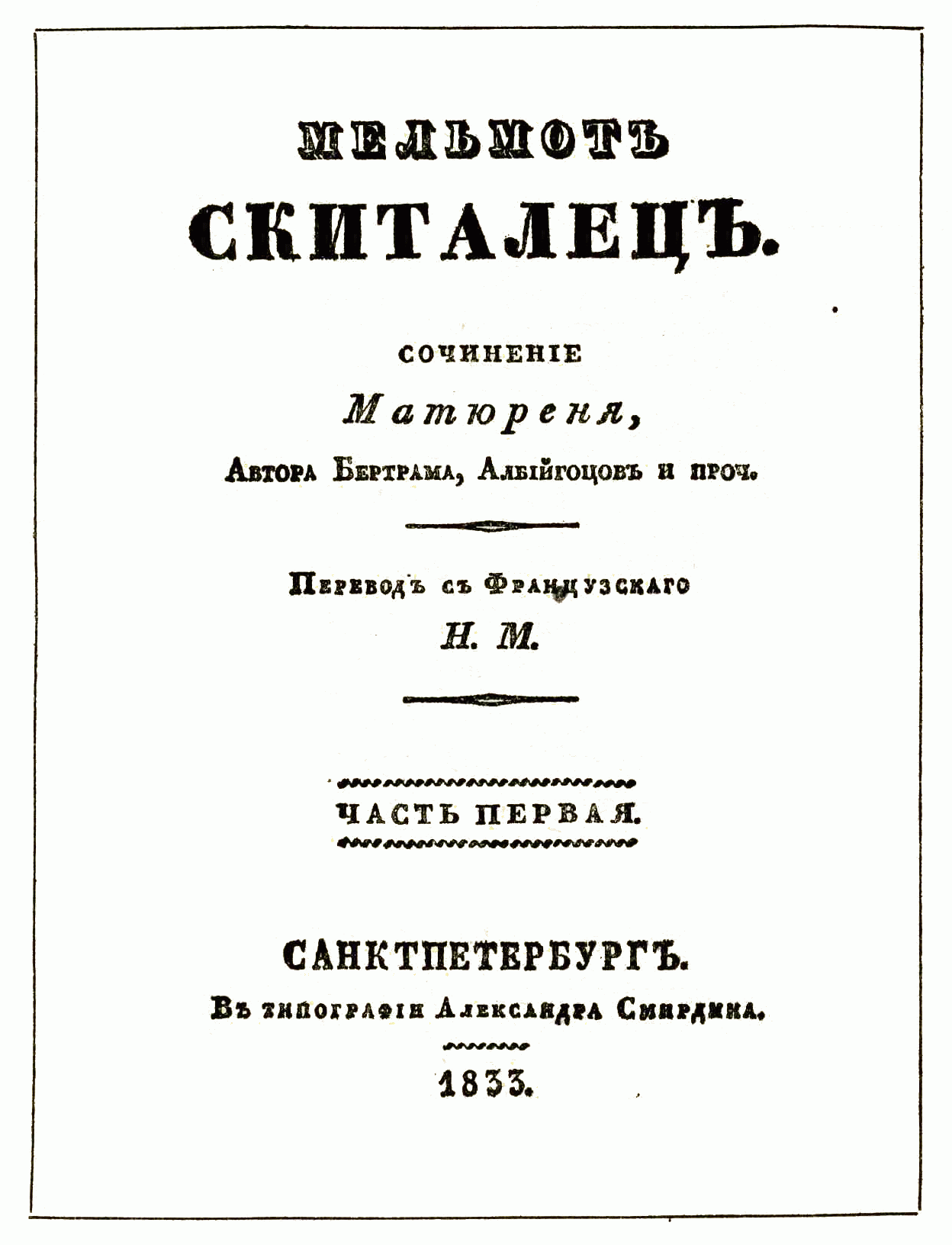
Обложка русского издания 1833 года.

Роман посвящён маркизе Эберкорн:

To the
most noble the
Marchioness of
Abercorn
this romance is by her ladyship’s permission
respectfully inscribed by 
the author.Перевод
Благороднейшей
маркизе Эберкорн
этот роман с соизволения её светлости
почтительно посвящает
автор.

Леди Энн Джейн Гор (1763—1827), дочь Артура Гора, 2-го герцога Арранского, стала маркизой Эберкорн 3 апреля 1800 года, когда Джон Джеймс Гамильтон (1756—1818), с 1790 года 1-й маркиз Эберкорнский, взял её третьей женой после того, как парламент в 1799 году объявил недействительным его предыдущий брак с двоюродной сестрой, леди Сесилией Гамильтон.. Маркиз умер за 2 года до выхода романа в свет, и Вальтер Скотт, поддерживавший отношения с этим семейством, пытался заинтересовать овдовевшую маркизу творчеством Метьюрина.

## История написания романа
В самом начале предисловия к «Мельмоту Скитальцу» Метьюрин указывает, что идею романа ему подсказала его же собственная проповедь. Выражая сожаление, что мало кто прочёл эти его «Sermons» («Проповеди»), изданные в 1819 году, далее он цитирует свой же риторический вопрос:

… есть ли кто-нибудь среди нас, кто… принял бы всё, что может человек даровать, или земля предоставить, чтобы отречься от надежды на своё спасение?

И дает на него однозначный ответ: «Нет, никого не найдётся, ни одного глупца на земле, кого бы искусил враг рода человеческого таким предложением!». Французский исследователь Морис Леви увидел в этом намеренную попытку автора ввести читателей в заблуждение, опровергнув самого Метьюрина «по логике вещей». Роман — не иллюстрация одного из известных утверждений богословской риторики, а наоборот: его главный герой как раз делает противоположный выбор.

Поэтому, да простит мне автор, но мы не верим ни одному его слову! Пусть нас сочтут недостаточно почтительными, но нам не удержаться от искушения считать, что приведённые выше слова Метьюрина и написаны были для того, чтобы их можно было процитировать в предисловии к роману.
— Lévy, Maurice. Le roman «gothique» anglais 1764—1824. — С. 577.
Сам Леви при этом полагает, что работа над «Мельмотом Скитальцем» началась ещё в 1813 году, опираясь на письмо Метьюрина В. Скотту от 15 февраля 1813 года. В нём Метьюрин сообщает, что пишет сейчас поэтический роман, причём хоть и будет это «вещь необузданная» (англ. wild thing), но «все шансы понравиться публике» у неё есть. Утверждая, что сам он всегда любил рассказы о суевериях, Метьюрин почти что хвастает: «я на самом деле был всегда более сведущ в видениях иного мира, чем в реальностях этого; поэтому я решил, что смогу в своем романе, вводя дьявольское вмешательство, „переиродить всех Иродов“, поклонников немецкой школы».
Со своей стороны, М. П. Алексеев не находит в письме Метьюрина Скотту указаний именно на «Мельмота Скитальца». По его мнению, термин «поэтический роман» (англ. a poetical Romance) не позволяет решить, что именно имелось в виду — «стихотворный роман» или же роман, «поэтический» по своему колориту, но написанный прозой. В любом случае, это не «Бертрам» (Метьюрин говорит об издателях, а не театральных постановщиках); кроме того, «среди рукописей Метьюрина, оставшихся неизданными, также нет произведения, которое автор мог бы описывать и в 1813 году, и позже». Исследовав другие косвенные свидетельства, в том числе книги, которые служили Метьюрину источниками при написании романа, учёный пришёл к выводу, что работа над Мельмотом началась не ранее 1817 года.
Алексеев обращает внимание на поспешность в создании романа; даже в печатном тексте не были устранены повторы одних и тех же цитат в разных главах и в эпиграфах к ним. В 1813 году Метьюрин был окрылён успехом «Бертрама», и «едва ли мог задумывать новый роман, если все его мечты и надежды связаны были со сценой и театральными деятелями». Этот роман, по мнению Алексеева, лучше вписывается в период после 1817 года, когда автор вновь был во власти заимодавцев («ему всюду чудились чужие неоплаченные векселя, за которые он отвечал своей свободой»), и нужда усиливала депрессию.

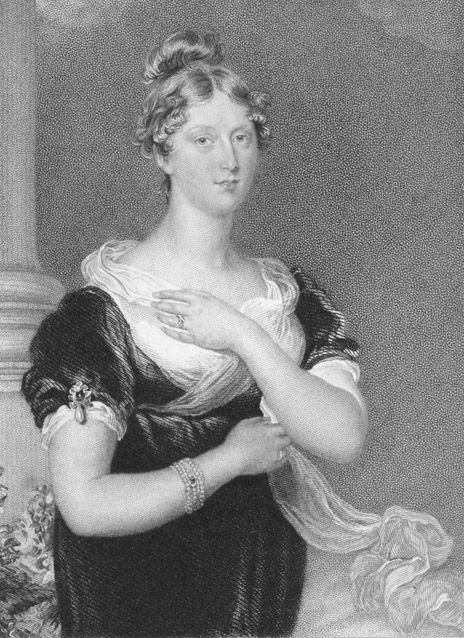
Шарлотта Августа Уэльская (1796—1817)

Не соглашаясь с Леви по поводу 1813 года, Алексеев поддерживает французского коллегу в оспаривании даты, на которую сам Метьюрин косвенно указывал, ссылаясь на проповедь — а она была произнесена «в воскресенье после смерти принцессы Шарлотты». С текстом романа Алексеев работал по изданию с предисловием Д. Гранта, который в своих примечаниях сократил жизнь юной принцессы Великобритании на год, указав «1796—1816». Не соглашаясь с 1816 годом по своим научным соображениям, академик упустил ещё одно подтверждение своей правоты: Шарлотта Августа Уэльская скончалась не в 1816, а 6 ноября 1817 года, что дополнительно подтверждает его гипотезу о поспешности, с которой работал Метьюрин.
Алексеев напоминает, что после издания в 1813 году «Бертрама» для Метьюрина «напряжённые отношения… с церковным начальством… нисколько не улучшились», и само издание брошюры «Проповедей» в 1819 году предпринималось отнюдь не ради гонорара. Описание обстановки, в которой работал автор, Алексеев нашёл в воспоминаниях о нём, опубликованных его неизвестным приятелем в 1846 году. Это происходило в Дублине, где Метьюрин жил со своей семьёй. Возвращаясь домой из храма поздно вечером, он писал иногда до трёх часов ночи, изредка освежая себя бренди с водой. «Правда, оно не опьяняло его; оно действовало на него более странно и страшно», — добавляет свидетель, — «лицо приобретало бледность мертвенного тела; дух его, казалось, блуждал сам по себе…».

## Структура и композиция романа
Роман «Мельмот Скиталец» не относится к числу коротких произведений. Метьюрин разбил его на 39 глав, пронумеровав их римскими цифрами. В первом издании романа (1820) его объём был разбит на 4 тома, при этом из-за небрежности типографии был допущен сбой в нумерации глав, и последняя по счёту обозначалась XXXVI. Каждой главе предпослан эпиграф, часто на латыни или на греческом языке.

Эффект mise en abîme

Композиционно роман относится к разряду повествований, называемых в немецком литературоведении «рамочными» (нем. Rahmenerzählung), а во французском — «уходящими в бесконечность» (фр. mise en abîme, или, точнее, бездну: фр. abîme←abisme ← др.-греч. ἄβυσσος бездонный). При чтении такого романа одно за другим раскрываются вложенные друг в друга повествования. Поводом к их развёртыванию могут быть либо рассказ одного из героев, либо читаемая им книга и т. д. И лишь когда эти истории последовательно замыкаются, читатель постепенно возвращаясь к уже забытым предысториям, последовательно ставит точки в каждой из них, причём самая последняя — в повествовании о том персонаже, с чьей истории начинался роман.

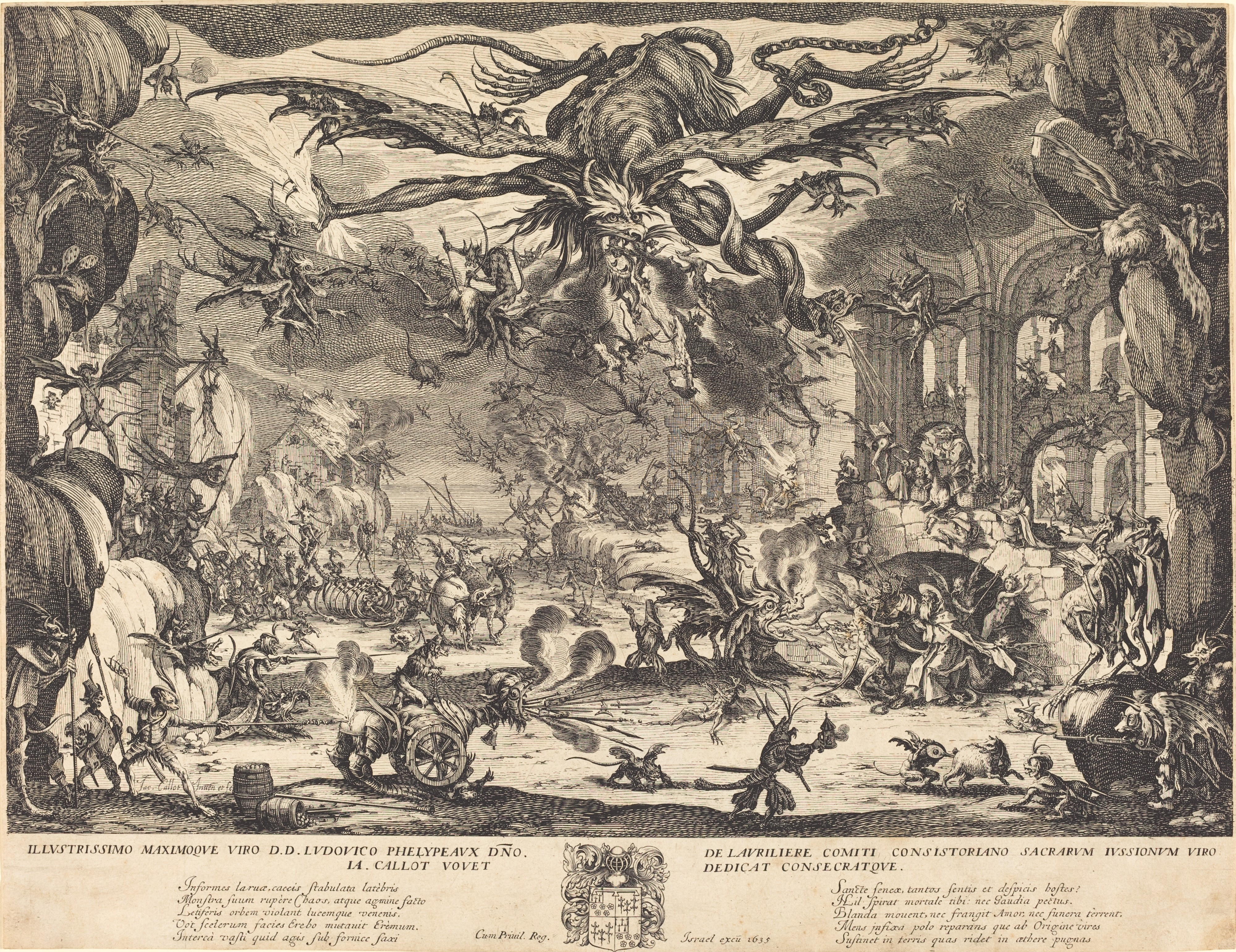
Искушения святого Антония.
Жак Калло (1592—1635)

Приём смены рассказчика известен в мировой литературе издревле — достаточно упомянуть Махабхарату, Рамаяну или Тысячу и одну ночь. Однако по сравнению с ними композиция «Мельмота Скитальца» настолько усложнена, что «ей трудно подыскать аналогию среди множества „рамочных повествований“ мировой литературы». Рассказать его сюжет так же сложно, пишет французский литературовед, как и изложить, что и в какой последовательности изобразил Жак Калло на гравюре «Искушения святого Антония»: «сотни образов, наплывающих один на другой, созданных с безудержной и неистощимой фантазией, смещение планов, впечатление непрекращающегося, бесконечно растягивающегося кошмара». Среди ближайших композиционных аналогов Алексеев называет «Рукопись, найденную в Сарагосе», однако, в отличие от Метьюрина, этот роман Ян Потоцкий так и не завершил.

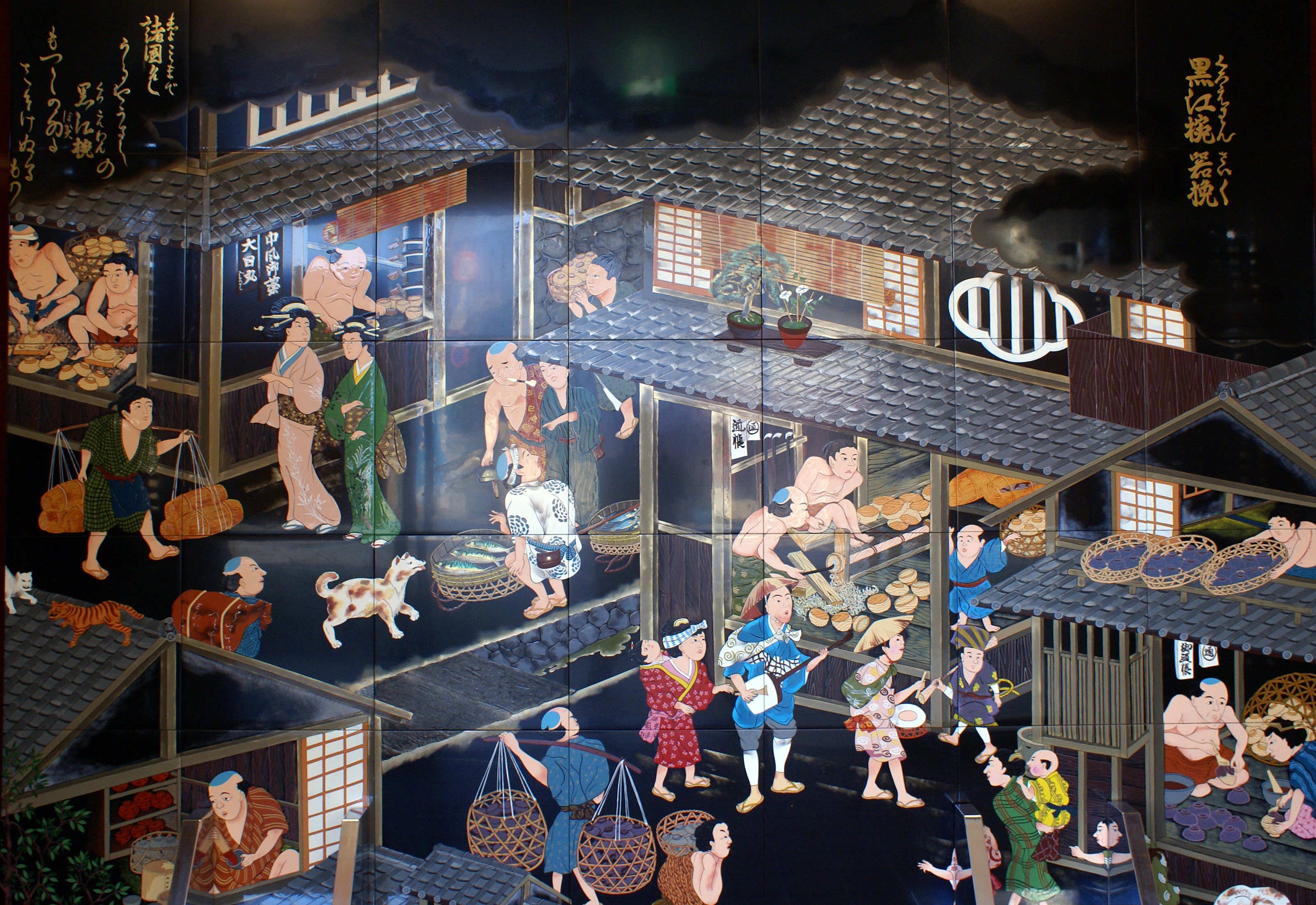
Составная лаковая шкатулка. Япония

Многослойные, многоярусные романы также ещё сравнивали со вставляющимися друг в друга «китайскими лаковыми шкатулками» — в отличие от матрёшек, здесь гораздо сложнее разобраться в их формах и соотношениях. Упоминая эту аналогию, Алексеев констатирует, что подсказать развязку не входит в задачу автора. «Метьюрин всё время сознательно запутывает пространственный и временно́й планы, смещает перспективу; это приводит к тому, что читатель теряет общую нить, связующую отдельные повести». Эта усложнённость оказалась столь велика, что первое его переиздание на родине в 1892 году английские издатели сопроводили в предисловии специальной схемой.
В упрощённом виде сюжетная канва «Мельмота Скитальца» выглядит следующим образом:
- I—II — Джон Мельмот, последний представитель своего рода, находит в кабинете только что умершего дяди рукопись, в которой тот изложил историю Мельмота Скитальца.
- III — в этой же рукописи излагается история англичанина Джона Стентона, находившегося в 1676 году в Испании, и на следующий год встретившегося с Мельмотом Скитальцем.
- IV — рядом с домом Мельмота происходит кораблекрушение. Спасается лишь испанец Монсада, который рассказывает Мельмоту о встречах со Скитальцем в Испании (V—XXXIV).
- V—XXXIV — повествование Монсады, в которое включён рассказ испанского еврея о юной Иммали, живущей на острове в Индийском океане. В Испании Иммали зовут Исидора; её отцу таинственный чужеземец рассказывает две новеллы:

- XXIV—XXVI — о семье Гусмана;
- XXVIII—XXX — о двух влюблённых.

- XXXIV—XXXVII — окончание истории Иммали (Исидоры).
- XXXVIII—XXXIX — окончание рассказа Монсады.
- XXXIX — «Сон Скитальца» и его смерть.

## Отражение в мировой литературе

### Оскар Уайльд
В мае 1897 года Оскар Уайльд, переехав во Францию, сменил имя на Себастьяна Мельмота (англ. Sebastian Melmoth). Об этом романе писатель знал с самого детства — ведь Чарльз Метьюрин приходился ему двоюродным дедушкой. Собственно, напрямую к «Мельмоту Скитальцу» восходят и основообразующие мотивы его романа «Портрет Дориана Грея» — сделка с дьяволом и магический портрет, связанный с судьбой героя.

### Оноре де Бальзак
Впервые Оноре де Бальзак (1799—1850) прочёл «Мельмота Скитальца», очевидно, вскоре после выхода в свет в 1821 году французского перевода этого романа. То, что «сказка» Матюрена его взволновала, чувствуется уже в одном из первых его юношеских романов «Вековечный, или Два Берингельда» (1822). Как и Мельмот, главный герой здесь наделён сказочным долголетием, умением мгновенно перемещаться в пространстве, видеть сквозь стены — что и даёт ему власть над людьми. Есть и сходство в мелочах: дата, подтверждающая возраст Берингельда (1500) стоит на портрете Берингельда (у Мельмота 1640); одна из первых сцен — собрание деревенских жителей, где выделяется фигура бабки-кликуши. Напрямую заимствовано из XXI главы предложение, в котором Мельмот объясняет Иммали, что такое любовь; вообще, эту фразу Бальзак запомнил наизусть — её же литературоведы нашли потом и в его личном письме госпоже Берни.

### Александр Пушкин
Мельмот дважды упоминается в романе А.С.Пушкина «Евгений Онегин».
В двенадцатой строфе Второй главы, среди героев современной Пушкину литературы [неоднозначно]:

Британской музы небылицы 

Тревожат сон отроковицы, 

И стал теперь ее кумир 

Или задумчивый Вампир, 

Или Мельмот, бродяга мрачный, 

Иль Вечный жид, или Корсар, 

Или таинственный Сбогар. 

В восьмой строфе Восьмой главы также присутствует мимолётное упоминание Мельмота, в момент первого после праздных скитаний появления Евгения на светском рауте[неоднозначно]:

Всё тот же он, иль усмирился?

Иль корчит так же чудака?

Скажите, чем он возвратился?

Что нам представит он пока?

Чем ныне явится? Мельмотом,

Космополитом, патриотом,

Гарольдом, квакером, ханжой,

Иль маской щегольнет иной

Также и завязка обоих романов одинакова: молодой дворянин приезжает к умирающему богатому дяде в надежде стать его наследником.